# Friedrich Julius Richelot
Friedrich Julius Richelot (* 6. November 1808 in Königsberg i. Pr.; † 31. März 1875 ebenda) war ein deutscher Mathematiker und Hochschullehrer in Königsberg.

## Leben
Richelot besuchte das Altstädtische Gymnasium in Königsberg. Bei einer Prüfung bescheinigte man dem 13-jährigen Schüler gute Kenntnisse in den alten Sprachen, bemängelte aber sein geringes Wissen in Geographie und erklärte seine mathematischen Kenntnisse für mittelmäßig. Dessen ungeachtet studierte er ab Herbst 1825 Mathematik und Astronomie. Er wurde Mitglied des Corps Masovia. Als Schüler von Carl Gustav Jacob Jacobi wurde er 1831 an der Universität Königsberg zum Dr. phil. promoviert. Die Dissertation befasste sich mit der Teilung des Kreises in 257 gleiche Teile. Im September 1832 wurde er a.o. Professor. Nachdem er einen Ruf an die Ruprecht-Karls-Universität Heidelberg abgelehnt hatte, wurde er 1843 auf den Lehrstuhl für Mathematik an der Universität Königsberg berufen. Er übernahm in dem Jahr von Carl Gustav Jacobi die Mathematische Abteilung des Franz-Neumann-Seminars, in welchem später unter anderem Gustav Robert Kirchhoff, Arnold Sommerfeld und David Hilbert ausgebildet wurden. 1848 wählten ihn die Studenten zum Vorsteher der aus verschiedenen Studentengruppen zusammengesetzten Studentenwehr von etwa 300 Mann. 1858/59 war er Prorektor der Albertina. Richelot verfasste zahlreiche Veröffentlichungen auf Deutsch, Französisch und Lateinisch, darunter – mit seiner Dissertation – eine der ersten bekannten Anleitungen zur Konstruktion mit Zirkel und Lineal des 257-Ecks. Mit 66 Jahren an einem Herzleiden im Amt gestorben, wurde er auf dem Gelehrtenfriedhof (Königsberg) begraben. „Treue Freunde und dankbare Schüler“ errichteten Richelots Grabstein aus dunklem Marmor mit einem bronzenen Rundrelief. Der Friedhof wurde 1945 zerstört. Verheiratet war er mit Pauline geb. Bredschneider. Die Tochter Clara heiratete 1857 den Königsberger Physiker Gustav Robert Kirchhoff. Sie starb 1869 mit 35 Jahren.

## Ehrungen

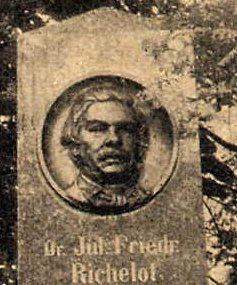
Richelots Grabstein

- Korrespondierendes Mitglied der Königlich Preußischen Akademie der Wissenschaften zu Berlin (1842)[6]
- Korrespondierendes und auswärtiges Mitglied der Bayerischen Akademie der Wissenschaften (1854, 1859)[7]